# Linospora ceuthocarpa
Linospora ceuthocarpa är en svampart som först beskrevs av Elias Fries, och fick sitt nu gällande namn av Lind 1913. Enligt Catalogue of Life ingår Linospora ceuthocarpa i släktet Linospora, ordningen Diaporthales, klassen Sordariomycetes, divisionen sporsäcksvampar och riket svampar, men enligt Dyntaxa är tillhörigheten istället släktet Linospora, familjen Gnomoniaceae, ordningen Diaporthales, klassen Sordariomycetes, divisionen sporsäcksvampar och riket svampar. Arten är reproducerande i Sverige. Inga underarter finns listade i Catalogue of Life.